# Consonne fricative uvulaire voisée
La consonne fricative uvulaire voisée est un son consonantique fréquent dans de nombreuses langues. Son symbole dans l'alphabet phonétique international est [ʁ], une petite capitale r renversé, un ʀ renversé. Il se distingue donc du [r] qui représente habituellement le r roulé, et du [ʀ] le symbole du r grasseyé.
Ce son est couramment appelé r guttural ou r uvulaire dévibré, r standard ou encore r français, car c'est la réalisation phonétique la plus fréquente en français standard de la lettre r.

## Caractéristiques
Voici les caractéristiques de la consonne fricative uvulaire voisée.
- Son mode d'articulation est fricatif, ce qui signifie qu’elle est produite en contractant l'air à travers une voie étroite au point d’articulation, causant de la turbulence.
- Son point d'articulation est uvulaire, ce qui signifie qu'elle est articulée avec le dos de la langue (la dorsal) contre ou près de la luette.
- Sa phonation est voisée, ce qui signifie que les cordes vocales vibrent lors de l’articulation.
- C'est une consonne orale, ce qui signifie que l'air ne s’échappe que par la bouche.
- C'est une consonne centrale, ce qui signifie qu’elle est produite en laissant l'air passer au-dessus du milieu de la langue, plutôt que par les côtés.
- Son mécanisme de courant d'air est égressif pulmonaire, ce qui signifie qu'elle est articulée en poussant l'air par les poumons et à travers le chenal vocatoire, plutôt que par la glotte ou la bouche.

## En français
Ce son est la réalisation la plus répandue en français standard du phonème /r/, graphié ‹ r › ou ‹ rr ›. Elle peut être voisée [ʁ] ou sourde [χ], selon le contexte phonologique. La réalisation sourde se produit généralement avant ou après une consonne sourde. Cette dernière provoque une disparition du trait « voisé » de la consonne fricative (comme dans « tarte » prononcé [taχt] ou « huître » prononcé [ɥitχ]).
D'autres réalisations du phonème /r/ en français sont considérées comme vieillies ou régionales. C'est le cas par exemple du r grasseyé » [ʀ] ou bien de réalisations alvéolaires, comme le r roulé [r] ou le r battu [ɾ].
Cette consonne peut être parfois affriquée : « gras » [ɢ͡ʁa].

## Autres langues
Plusieurs langues possèdent ce son, surtout en Europe de l'Ouest : l'allemand, le danois, le néerlandais et le portugais. Le provençal (et d'autres parlers d'oc) le possède aussi, le r roulé n'est utilisé qu'entre deux voyelles, tout comme les autres dialectes de l'occitan près de la Mer méditerranée.[réf. nécessaire]
Ce son n'existe pas dans la plupart des dialectes anglais, la raison de la difficulté des anglophones à le prononcer en français. Ils utilisent souvent, comme approximation, la fricative voisée comme le [ʝ] palatal, qui n'existe pas en français. Cependant, certains locuteurs utilisent ce son au Northumberland (dans le nord-est de l'Angleterre, près de la frontière écossaise), au pays de Galles et en Irlande.
Le tamazight, l'hébreu, l'arabe et certaines langues turques possèdent aussi ce son.